# Museo di belle arti di Chambéry
Il Museo di belle arti di Chambéry è un museo pubblico situato nel Comune di Chambéry (Dipartimento della Savoia, Regione Auvergne-Rhône-Alpes).
Di proprietà del Comune, il museo si trova nel centro della città nell'edificio che anticamente era il mercato dei cereali e che fu totalmente ristrutturato e adattato nel 1889 dall'architetto François Pelaz.
Di recente, giudicato ormai inadatto ai tempi, il museo è stato sottoposto per tre anni a lavori di ammodernamento e riaperto al pubblico nel marzo del 2012.

## Storia
Il museo d'arte di Chambéry deve la sua collezione di pitture ad un succedersi di lasciti da parte di collezionisti privati. L'insieme delle prime opere fu una donazione testamentaria dell'abate di Mellarède, che lasciò tutta la sua personale collezione alla comunità, e ciò costituì il primo patrimonio di pitture visibili nel museo.
In seguito si aggiunse, in particolare, il lascito del barone Garriod, un collezionista savoiardo stabilitosi a Firenze, che donò circa 250 opere, fra le quali la Vergine col Bambino, dipinto manierista di Pier Francesco Foschi, nonché il Ritratto di un giovane, attribuito a Domenico Veneziano. Il pittore e accademico Benoît Molin (1810-1894) diresse il museo a partire dal 1850.

## Collezioni

### Pittura italiana
Il museo di belle arti di Chambéry possiede la più vasta collezione di dipinti italiani presenti in Francia, dopo il Museo del Louvre; in particolare opere del Trecento, del Quattrocento e del Rinascimento, nonché di quadri manieristi e del periodo barocco, appartenenti alla Scuola fiorentina, a quella napoletana, senese e bolognese. La notevole presenza di opere italiane è dovuta in gran parte alla donazione di Marius Daille, del 1980, che fece acquisire al museo la collezione dei primitivi senesi appartenente allo scrittore francese Paul Bourget.

#### Trecento
- Il polittico (pala d'altare) della Santa Trinità (1396), del senese Bartolo di Fredi (già della collezione Paul Bourget)

#### Quattrocento
- Ritratto di un giovane (1440-1450) di Domenico Veneziano
- La Passion (1450), trittico del fiorentino Domenico di Michelino
- Vergine col Bambino e due Santi di Neroccio di Bartolomeo de' Landi, (già della collezione Bourget)
- Vergine col Bambino di Bernardino Fungai (Siena, 1460 - Siena, 1516)

#### Manierismo
- La Vergine appare a un certosino e San Bernardo presentato da San Michele di Innocenzo da Imola[2]
- Ritratto di un collezionista, 1534, del veneziano Paolo Pino
- Deposizione, del fiorentino Stefano Pieri (1542 - 1629), Ritratto d'un uomo anziano col suo cane e due Ritratti d'uomo con armatura del bolognese Bartolomeo Passerotti
- L'Annuncio ai pastori, L'Adorazione dei pastori, San Girolamo nel deserto, etc. del veneziano Jacopo Bassano
- L'obolo di Cesare del genovese Bernardo Strozzi
- Crocifissione (1590) e diversi ritratti del fiorentino Santi di Tito
- Vergine col Bambino dell'atelier del ferrarese Il Guercino

#### Barocco
I pittori della Scuola napoletana : 
- Didone sul rogo, Giuditta e Oloferne, La morte di Didone di Mattia Preti
- Discesa dalla Croce di Francesco Solimena
- L’Astronomo, Jahele e Sisara e La morte di Catone di Luca Giordano

#### Tipologia dei ritratti presenti
- Il ritratto di rappresentanza: Uomo con armatura di Bartolomeo Passerotti
- Il ritratto realista: Donna anziana, di Santi di Tito
- Il ritratto psicologico: Piero Soderini, Ridolfo del Ghirlandaio
- Il ritratto allegorico: Vittoria Rinucinni, Anton Domenico Gabbiani
- Il ritratto di famiglia: Ritratto di famiglia, Bartolomeo Nazari

## Galleria d'immagini

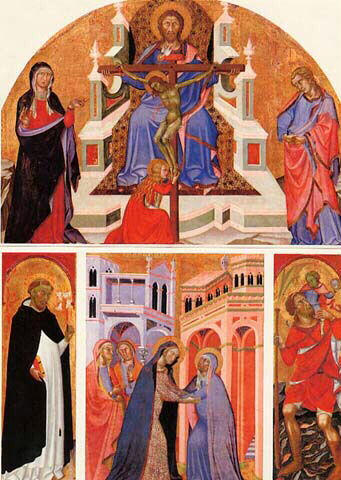
Bartolo di Fredi - Pala della Trinità
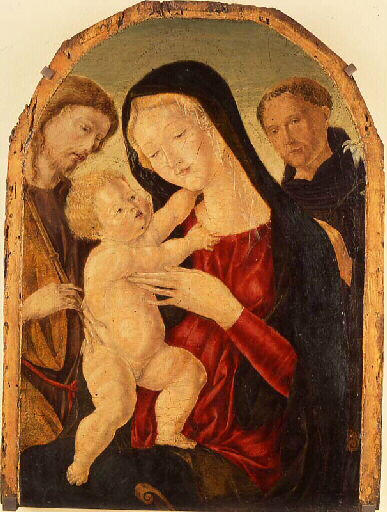
Neroccio di Bartolomeo de' Landi - Vergine col Bambino e due Santi
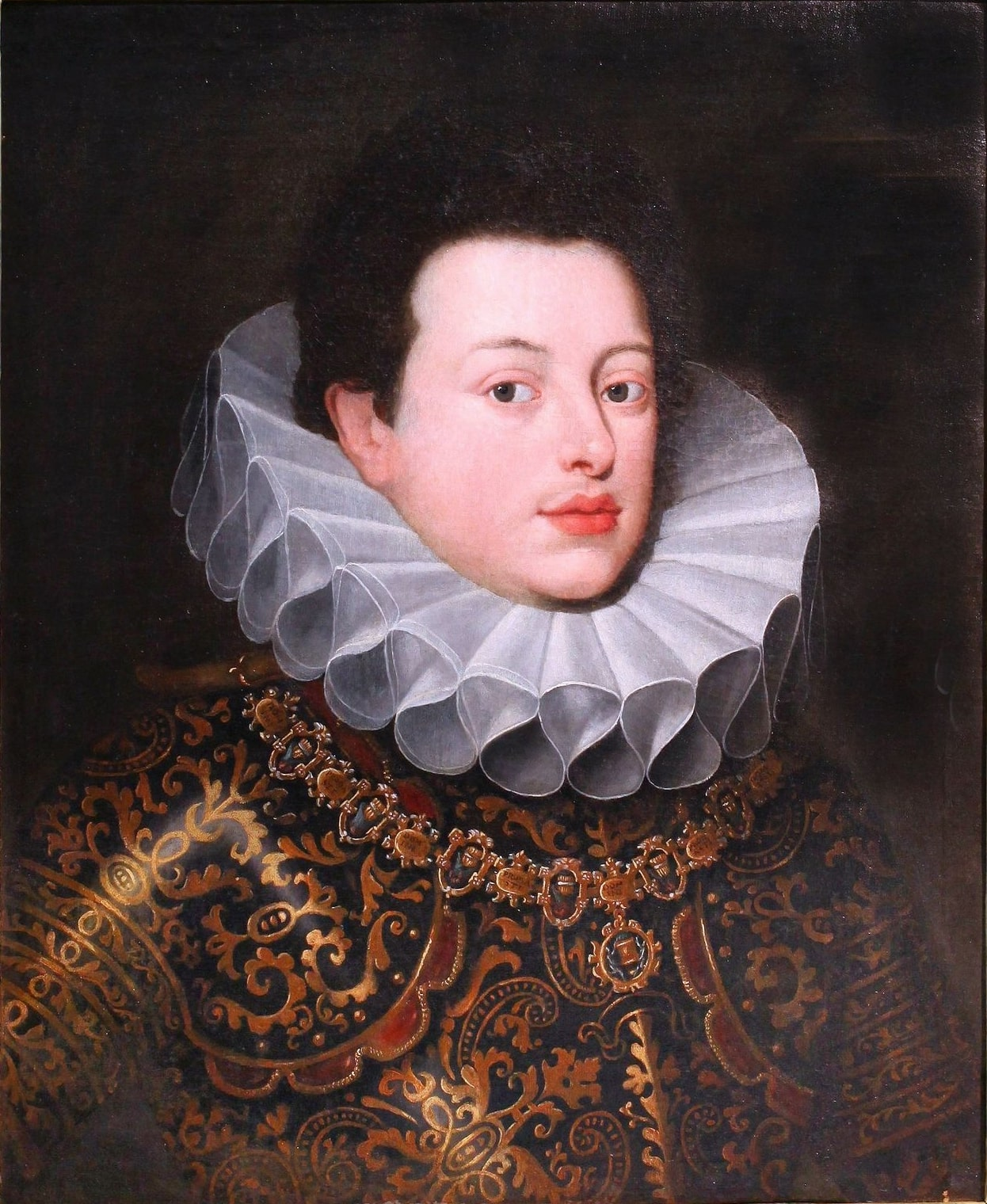
Frans Pourbons il Giovane - Francesco IV Gonzaga
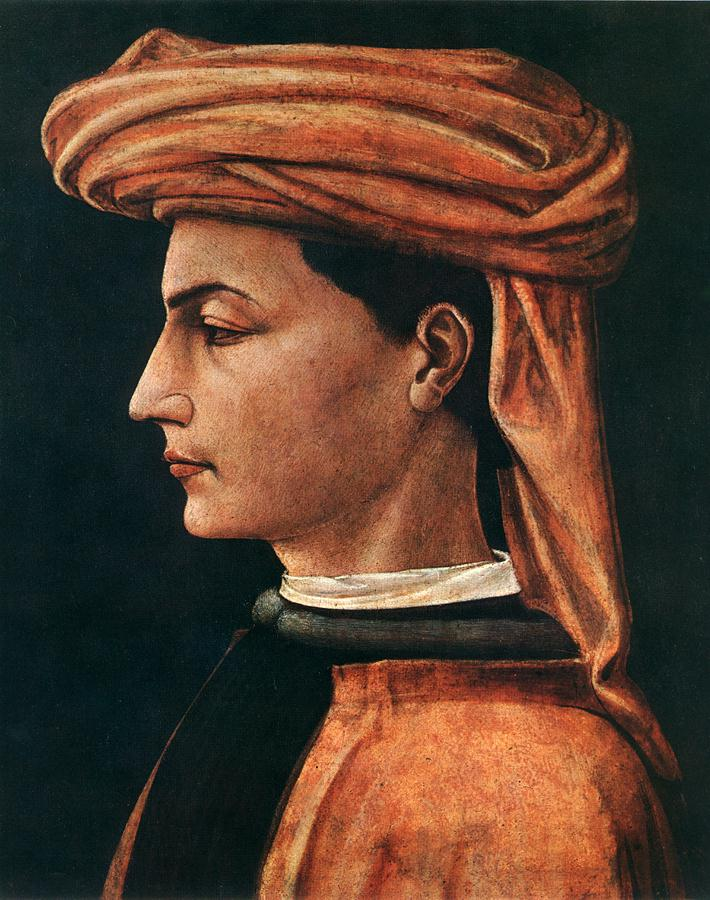
Paolo Uccello - Ritratto di un giovane
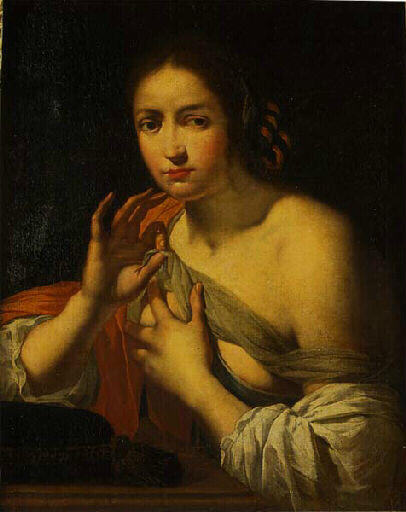
Giovanni Martinelli - Giovane donna
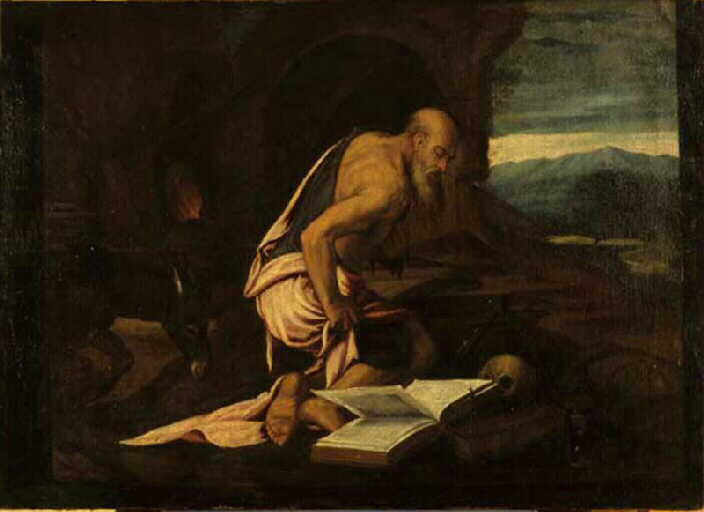
Jacopo Bassano - S. Girolamo nel deserto
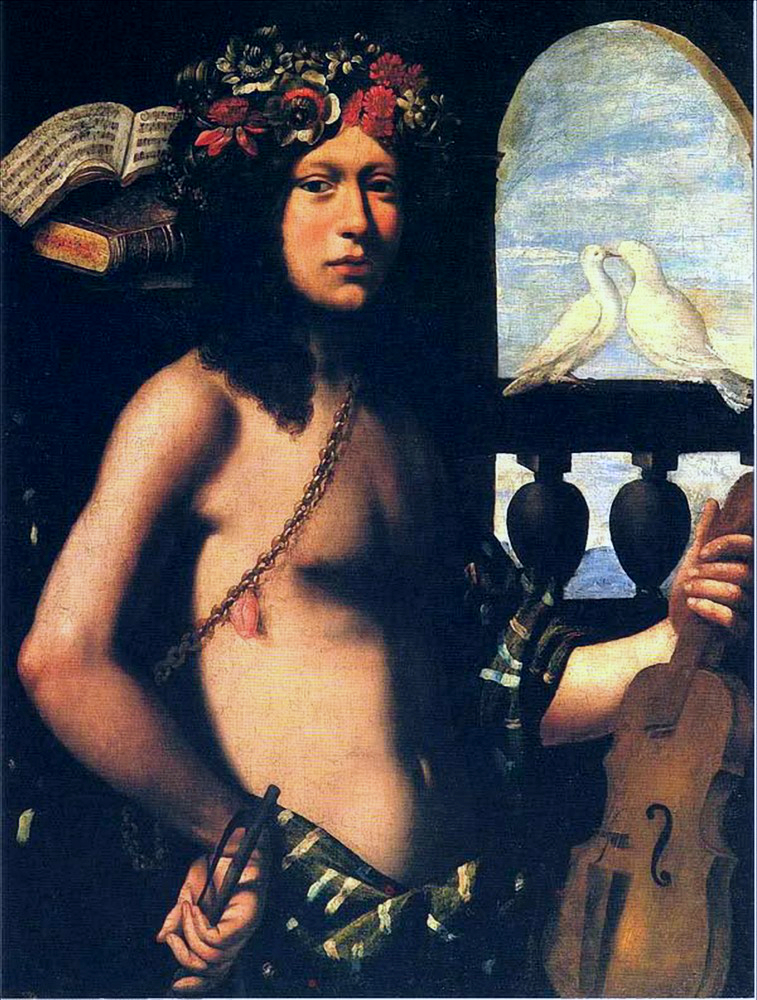
Domenico Frilli Croci - Orfeo
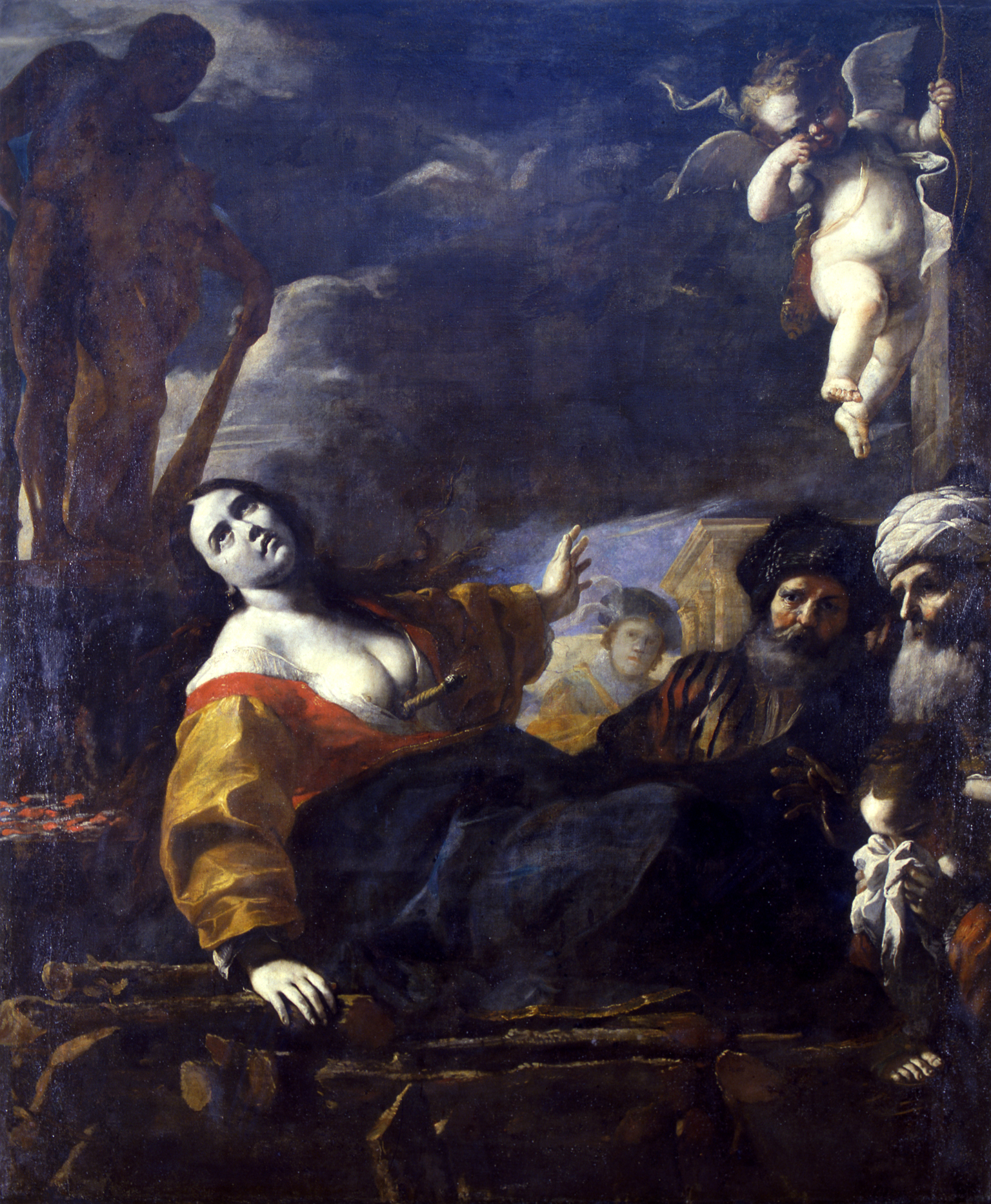
Mattia Preti - Morte di Didone
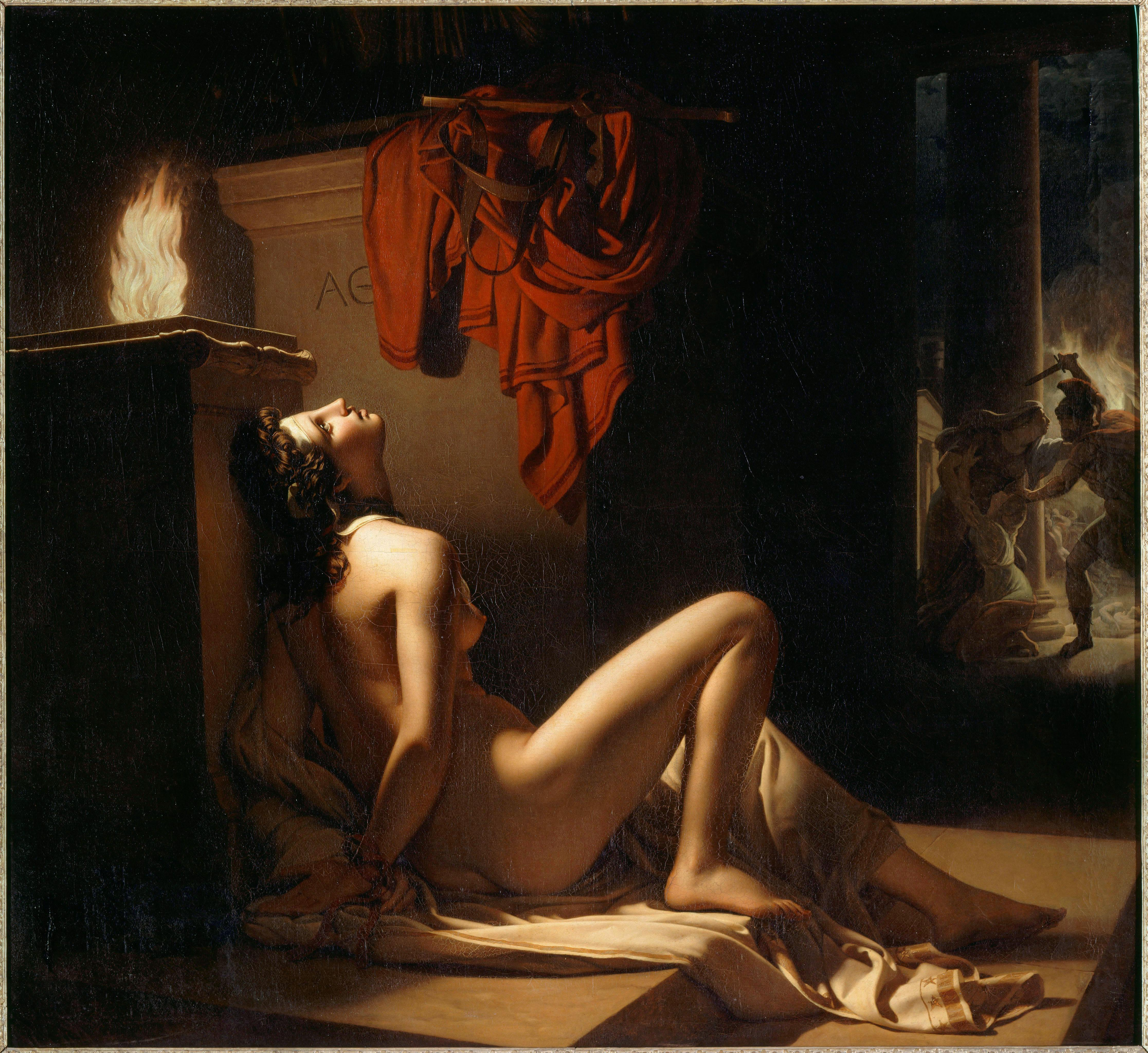
Jerome Martin Langlois il giovane - Cassandra implora la vendetta di Minerva

### Pittura francese e altre
Il museo conserva una collezione di pitture savoiarde da Xavier de Maistre sino ad artisti più recenti, come Tonia Cariffa e Andrée Pollier. Inoltre esso dispone di opere di artisti francesi e di altre nazionalità, come Jean-Honoré Fragonard, Jérôme-Martin Langlois, Jean-Baptiste Peytavin e Georges de La Tour, Jean Achard, Albert Charpin. etc....

### Opere delle Scuole nordiche
Il museo presenta anche opere delle Scuole nordiche, fra cui pitture del 1520-1530, provenienti da polittici smembrati: L’Adorazione dei magi, attribuita a Jan van Dornicke, e La Flagellazione dl Cristo di Anton von Worms detto Woensam.

## Mostre recenti
- Maggio - settembre 2012 : Philippe Favier, I sussurri hanno le orecchie ;
- Ottobre 2012 - gennaio 2013 : Laurent Pécheux, pittore francese nell'Italia dei lumi ;
- Novembre 2013 - febbraio 2014 : retrospettiva di Pierre Leloup, scomparso nel 2010 ;
- Maggio 2014 - agosto 2014 : Patrick Faigenbaum ;
- Novembre 2014 - febbraio 2015 : Françoise Petrovitch ;
- Aprile 2015 - agosto 2015 : Re e mecenati: la corte della Savoia e le forme del rococo (Torino 1730-1750) ;
- Novembre 2016 - marzo 2016 : Jean-Luc Parant, Il crollo ;
- Dicembre 2016 - marzo 2017 : François Morellet e i suoi amici.